# Podziemne trasy turystyczne w Szczecinie
Podziemne trasy turystyczne w Szczecinie – podziemne trasy turystyczne, urządzone w schronach: przeciwlotniczym i przeciwatomowym, znajdujących się na terenie Szczecina w rejonie dworca głównego. Zwiedzanie jest możliwe samodzielnie albo w grupach.

## Opis
Jest to poniemiecki schron przeciwlotniczy (LSR-Luftschutz Räum), pochodzący z okresu II wojny światowej, noszący do końca wojny nazwę „Stettin HBF-Kirchplatz”. Obiekt został zbudowany przez polskich i francuskich pracowników przymusowych i udostępniony w 1943 roku. Do jego budowy wykorzystano podziemia fortyfikacji miejskich z XVIII wieku. Schron ma dwie kondygnacje i klatkę schodową sięgającą 21 metrów w głąb ziemi. Jego powierzchnia wynosi ok. 3 tysiąca m². Podczas alianckich nalotów na miasto w schronie chroniło się ok. 5 tysięcy osób. Obiekt często określany jest jako największy schron cywilny z czasów II wojny światowej w Polsce.
Po włączeniu Szczecina do terytorium Polski obiekt został przebudowany na schron, miejsce ćwiczeń Obrony Cywilnej oraz magazyn wyposażenia. Do lat 90. XX wieku odbywały się tu tajne szkolenia obrony cywilnej. W 2006 roku obiekt został udostępniony na turystyczne trasy tematyczne. W 2014 roku wnętrza schronu posłużyły jako scenografia  do filmu Wielka ucieczka na północ (reż. Andrzej Fader), ukazującego dalsze losy bohaterów amerykańskiego filmu Wielka ucieczka z 1963 roku. 
Od wiosny 2021 oferowane jest zwiedzanie trzech tras wystaw tematycznych: Trasa wystaw pn. ”II wojna światowa” + Trasa wystaw „Zimna wojna” + „Selfie z PRL-em”.
Czytelne oznakowanie tras kieruje do każdej z kolejnych wystaw. Przy wielu usłyszeć można tła dźwiękowe, wprowadzające w tematykę. Dodatkowo każda z wystaw jest opisana w trzech językach (polskim, angielskim i niemieckim). 
Obiekt otrzymał w 2008 roku tytuł „Turystycznego Produktu Polski”, przyznawany przez Polską Organizację Turystyczną.